# ای‌جی‌اس-زداس-۸-۱
ای‌جی‌اس-زداس-۸–۱ (به انگلیسی: EGS-zs8-1) کهکشانی است که در صورت فلکی گاوران پیدا شده‌است. مقدار انتقال به سرخ این کهکشان، جزو بیشترین انتقال‌های به سرخی است که تاکنون اندازه‌گیری شده و از همین رو است که اخترفیزیکدانان این کهکشان را یکی از دورترین کهکشان‌های شناخته شده تا به امروز معرفی می‌کنند.

## اکتشاف
در ماه مه سال ۲۰۱۵، تیمی از اخترشناسان کشورهای مختلف به سرپرستی دانشگاه ییل و دانشگاه کالیفرنیا در سانتاکروز تصویری از کهکشانی را ثبت کرده‌اند که متعلق به زمانی است که کیهان ۲۰ برابر از امروز جوان تر بود. به عبارت دیگر اخترشناسان توانسته‌اند دورترین کهکشانی که تا امروز مشاهده شده‌است را با استفاده از تصاویر تلسکوپ فضایی هابل و سپس تلسکوپ فروسرخ اسپیتزر رصد و ثبت کنند. آنها سپس این رصد و فاصله سنجی انجام شده را با استفاده از نتایج جداگانه‌ای که تلسکوپ زمینی کک به دست آوردند تأیید کردند.

## خصوصیات
فاصله کهکشان EGS-zs8-1 حدود ۱۳٫۱ میلیارد سال نوری از زمین تخمین زده شده‌است و با این حساب می‌توان گفت آنچه تلسکوپ‌های زمینی از این کهکشان می‌بینند نمایی از کیهان است در زمانی که فقط حدود ۷۰۰ میلیون سال از بیگ بنگ می‌گذشت. از این رو می‌توان کهکشان تازه کشف شده را جزو نخستین کهکشان‌هایی دانست که در هستی به وجود آمده‌است. آنچه اکنون اخترشناسان از کهکشان EGS-zs8-1 می‌دانند این است که بر اساس مشاهدات فعلی جرمی به اندازه ۱۵ درصد کهکشان راه شیری را دارد و سرعت تشکیل ستارگان در آن ۸۰ برابر بیشتر از کهکشان ماست. این کهکشان با وجود چنین فاصله بسیار دوری از ما به نسبت، پرنور است.